# Монтеротондо-Мариттімо
Монтеротондо-Мариттімо (італ. Monterotondo Marittimo) — муніципалітет в Італії, у регіоні Тоскана,  провінція Гроссето.
Монтеротондо-Мариттімо розташоване на відстані близько 195 км на північний захід від Рима, 80 км на південний захід від Флоренції, 50 км на північний захід від Гроссето.
Населення — 1364 особи (2014).
Щорічний фестиваль відбувається 10 серпня. Покровитель — святий мученик Лаврентій.

## Демографія
Населення за роками:

Станом на 1 січня 2023 року в муніципалітеті офіційно проживали 334 іноземці з 21 країни, серед них 32 громадяни країн Євросоюзу та 3 громадяни України.

## Сусідні муніципалітети
- Кастельнуово-ді-Валь-ді-Чечина
- Масса-Мариттіма
- Монтеверді-Мариттімо
- Монтієрі
- Помаранче
- Суверето